# Māris Ļaksa
Māris Ļaksa, né le 8 septembre 1981, à Ventspils, en République socialiste soviétique de Lettonie, est un ancien joueur letton de basket-ball. Il évolue durant sa carrière au poste d'ailier.

## Palmarès
- Champion de Lettonie 2000, 2006